# Editorial La Prensa
Editorial La Prensa (también Editora de Periódicos S. C. L. La Prensa) es una editorial de los años 1960 y 1970 que fue creada por el periódico del mismo nombre.
Fue conocida especialmente en México y Sudamérica por la publicación y traducción de varios cómics norteamericanos. En Chile fue muy popular y competencia directa de Editorial Novaro (RMSA, SEA, ER, etc.). Al tener menor calidad de impresión que la mencionada Novaro, su precio resultaba mucho más económico.

## Trayectoria editorial
La Prensa inició publicando los cómics de Atlas y Timely (antecesoras de la editorial Marvel) en México a partir de 1952.
Los primeros títulos incluían temas de animalitos parlantes y de terror (Cuentos de Brujas, Misterios del Gato Negro, etc.)
En sus inicios sus colecciones eran de periodicidad bimestral para pasar a ser de periodicidad mensual y de un valor de 80 Cvs., para posteriormente subir a 1 peso mexicano, En los primeros años el tamaño era notoriamente más grande, pero solo se trataba de un truco publicitario ya que dentro, las revistas ocupaban el mismo espacio dibujado que una revista al uso en ese entonces.
Algunas publicaciones importantes eran; El Halcón Negro, Dick Tracy, El Spirit, (las mencionadas) Misterios del Gato Negro, Cuentos de Brujas (correspondencia de Harvey) Gasparín, Flamita, Travesuras (También de Harvey), Joe Palooka, Cumbres de Tortura, El Despertar del Mundo, Marinos en Acción, Comandos Esforzados, Dientes y Orejas, La Máscaro Roja, pepe Trueno, La Dalia Negra y varias más.
Casi al final de su existencia se publicaron cómics que tuvieron especial relevancia (en la década de los 60), títulos como Spiderman, Thor, Daredevil, Hulk, Los Vengadores, Doctor Extraño, Los Cuatro Fantásticos, El Hombre de Hierro, Conan el Bárbaro y una nueva reedición de El Spirit, ya publicada en los años 50.
Sus cómics dejaron de imprimirse en la década de los setenta.

## Títulos
- El Halcón Negro
- Clásicos Ilustrados
- Clásicos Infantiles
- Dick Tracy
- Cuentos de brujas
- Dientes y Orejas
- Paquín
- The Spirit
- Cumbres de tortura
- Confesiones de amor
- Misterios del gato negro
- Pompin y Nacho
- 3D-Dolly
- El Enterrador

- Datos: Q5412233

Bibliografía
Gard, Jorge. Los cómics de "La Prensa". J.G. ISBN 978-84-09-18085-1 Barcelona. 2020  